# Quercus seemannii
Quercus seemannii är en bokväxtart som beskrevs av Frederik Michael Liebmann. Quercus seemannii ingår i släktet ekar, och familjen bokväxter. IUCN kategoriserar arten globalt som sårbar. Inga underarter finns listade i Catalogue of Life.